# Paul Guidé
Paul Guidé est un acteur français du cinéma muet, né le 18 mars 1884 dans le 1er arrondissement de Paris et mort le 16 octobre 1940 dans le bois de Boulogne (Paris 16e).

## Biographie

### Origines
Paul François Anne Guidé naît le 18 mars 1884 dans le 1er arrondissement de Paris au 8, rue Richepance, d'Arthur Dieudonné Guidé, violoniste, et d'Augustine Julie Paul, sans profession.

### Mort
Paul Guidé est retrouvé mort le 16 octobre 1940 dans le bois de Boulogne. Il est mort à une heure indéterminée, a été transporté place Mazas à l'Institut médico-légal ; l'acte de décès ne donne pas le motif de la mort et mentionne qu'il était domicilié au 14, rue du Faubourg-Saint-Honoré et qu'il était célibataire.

## Filmographie
- 1911 : Le Piège à loups de Victorin Jasset
- 1911 : Le Pouce
- 1911 : Zigomar
- 1911 : Zigomar, roi des voleurs
- 1912 : La Reine Élisabeth : Shakespeare
- 1912 : La Tourmente
- 1912 : Rizzio : Rizzio
- 1912 : The Land of Darkness
- 1912 : The Mystery of the Glass Coffin
- 1912 : The Price of Blood
- 1912 : Zigomar contre Nick Carter
- 1913 : Cissy guérit la goutte
- 1913 :  La Dame de Monsoreau d'Émile Chautard
- 1913 : Cissy spirite
- 1913 : La Rose du radjah
- 1913 : L'Aiglon
- 1913 : Les Fleurs de Toneso
- 1913 : The Green God
- 1913 : Zigomar (The Black Scourge), épisode 1 : l'inspecteur
- 1913 : Zoé ou a Woman's Last Card
- 1913 : Chicot the Jester : Henri III
- 1914 : Maud amoureuse
- 1914 : The Master Criminal : Lucien de Rubempre
- 1914 : The Thumb Print : le Marquis Primo
- 1914 : Vingt Ans de haine
- 1915 : Le Faux père
- 1915 : Sadounah
- 1916 : Les Mains dans l'ombre de Félix Vanyl : Charles
- 1917 : Angoisse d'André Hugon : Jacques de Lucigny
- 1917 : Le Lotus d'or de Louis Mercanton
- 1917 : Le Devoir de Léonce Perret : Dr Pierre Roland
- 1917 : L'Imprévu de Léonce Perret : Jacques d'Amblize
- 1917 : L'Orage de Camille de Morlhon
- 1917 : Maryse de Camille de Morlhon
- 1917 : Le Tournant de René Hervil et Louis Mercanton : Paul de Lancy
- 1918 : Renoncement de Charles Maudru
- 1920 : Quand on aime de Henry Houry : Maxime Quevilly
- 1921 : Gigolette de Henri Pouctal
- 1921 : L'Inconnue de Charles Maudru
- 1921 : Tout se paie de Henry Houry : Jacques Nersac
- 1922 : Destinée d'Armand Du Plessy et Gaston Mouru de Lacotte
- 1922 : La Bâillonnée de Charles Burguet : le baron de Taverny
  - épisode 1 : Entre deux haines
  - épisode 2 : La Nuit douloureuse
  - épisode 3 : Les Sans pitié
  - épisode 4 : Le Guet-apens
  - épisode 5 : L'Impossible Amour
  - épisode 6 : Un drame en mer
  - épisode 7 : Le Droit de la mer
- 1922 : Les Mystères de Paris de Charles Burguet : le marquis d'Harville
- 1923 : La Brèche d'enfer d'Adrien Caillard : Jacques de Pont-Hébert
- 1923 : Un coquin de Giuseppe Guarino : Paul Miriel
- 1924 : L'Aventurier de Maurice Mariaud et Louis Osmont : Jacques Guéroy
- 1924 : Les Deux Gosses de Louis Mercanton : Saint-Hyriex
- 1924 : Mandrin de Henri Fescourt : Bouret d'Érigny
- 1924 : L'Homme sans nerfs (Der Mann ohne Nerven) de Gérard Bourgeois et Harry Piel : Hector Marcel
- 1925 : Au secours ou Face à la mort de Gérard Bourgeois et Harry Piel : le duc de Frontignac
- 1925 : Fanfan-la-Tulipe de René Leprince : le chevalier de Lurbeck
- 1925 : Les Misérables  de Henri Fescourt : Enjolras
- 1927 : Antoinette Sabrier de Germaine Dulac : Roger Dangenne
- 1927 : Casanova d'Alexandre Volkoff : Grigori Orlov
- 1928 : L'Occident de Henri Fescourt : le commandant Linières
- 1928 : Princesse Masha de René Leprince : le colonel Goubiesky
- 1929 : Le Prince Jean de René Hervil : Robert d'Arnheim
- 1929 : La Marche nuptiale d'André Hugon
- 1930 : Toute sa vie d'Alberto Cavalcanti : M. Asmore